# بيتر فيتزباتريك
بيتر فيتزباتريك (بالإنجليزية: Peter Fitzpatrick)‏ هو لاعب كرة القدم الغالية وسياسي أيرلندي، ولد في 11 مايو 1962 بدوندالك في جمهورية أيرلندا. حزبياً، نشط في فاين جايل. في 2016 Irish general election ‏، انتخب نائب دييل عن دائرة Louth (Dáil constituency) ‏ وقد انضم خلال فترته النيابية ‏ (10 مارس 2016 – ) للكتلة البرلمانية فاين جايل وفي الانتخابات العمومية الأيرلندية 2011 ‏، انتخب نائب دييل عن دائرة Louth (Dáil constituency) ‏ وقد انضم خلال فترته النيابية ‏ (9 مارس 2011 – 3 فبراير 2016) للكتلة البرلمانية فاين جايل.